# Dinastia afríguida
La dinastia afríguida (persa: آفریغیان o آل آفریغ) fou una dinastia que va governar Coràsmia en el primer mil·lenni. Per restes arqueològiques se sap que va accedir al poder en succeir una dinastia llegendària a l'entorn de l'inici de l'època cristiana (segle i aC-segle i dC) i que va governar fins al 995, quan va ser deposada per la dinastia mamúnida de Gurgandj. El nom li va donar l'erudit corasmita Abu-r-Rayhan al-Biruní.

## Història
El segle i i II apareix a les cròniques xineses amb el nom de Yue-kien, que diu que la capital era a Gurgandj (després Urgendj) a la riba esquerra del riu Amudarià, però Claudi Ptolemeu situa el centre a la riba dreta, el que correspon al palau reial excavat per Tolstov a Toprakkala, i a la capital coneguda més tard dels Afríguides, Kath, o bé a Fir (Al-Fil). Les excavacions arqueològiques soviètiques van descobrir monedes i inscripcions que han establert amb força probabilitat que el canvi de la dinastia siyavúshida a la afríguida no es va produir el 305, sinó a l'entorn del segle i, quan l'era cronològica de Coràsmia va canviar (cosa que cal lligar a l'adveniment d'una nova dinastia) i que anteriorment el regne hauria estat subjecte als parts segons mostren les fortes influències arsàcides a les monedes. L'arqueologia també ha permès reconstruir la vida econòmica i social. Les monedes i documents trobats a les excavacions del palau de Toprakkala, donen els nom de diversos reis, cap dels quals (excepte dos) és coincident amb els 22 de la llista d'al-Biruní. És possible fins i tot que el primer rei no fos Afrigh i, per tant, el nom tradicional de la dinastia no sigui el correcte.
Coràsmia va patir incursions de pobles escites com els massàgetes i els saces sota la dinastia siyavushida, i dels oghuz turcs en època preislàmica o islàmica. Al segle x un grup de turcs oghuz estava instal·lat a la desembocadura del Sirdarià. Se sap que la dinastia afríghida tenia un festiva anyal anomenat faghburiyya («expedició del rei», faghbur derivaria de l'iranià baghpur) que es devia celebrar per celebrar l'expedició que cada any es feia contra els nòmades, expedicions que esmenta Al-Biruni. El cap dels oghuz, de títol yabghu, passava els hiverns a la colònia coràsmia de Yengi-kent (Dih-i-naw, després Al-Karya al-djadida, moderna Djakentkala). Les explotacions agrícoles del país estaven protegides per fortificacions, cosa que lligaria bé amb incursions dels pobles nòmades estrangers. Els àrabs van fer algunes incursions a la segona meitat del segle vii, la més important la del 681 de Salm ben Ziyad contra una vila de la frontera, probablement Hazarasp; els prínceps locals de la Sogdiana s'havien aliat per fer front als àrabs.
Tolstov suggereix que les fortificacions de les explotacions agrícoles del país eren per defensar-se de revoltes dels camperols contra els feudals de les comarques i invocà en favor d'aquesta tesi els esdeveniments de la conquesta: Kutayba ibn Muslim al-Bahili, governador del Khurasan per compte del gran governador Al-Hadjdjadj ben Yusuf, es va presentar a la regió el 712 (93 de l'hègira), cridat pel sobirà afríghida, que havia fugit a Merv enderrocat pel seu germà Khurrazad («nascut del Sol») al que no podia derrotar per recuperar el poder; Tolstov considera aquesta revolta com una revolta social del tipus neo-mazdaquita que eren corrents als camps perses a l'època, i una revolta de les masses rurals i urbanes contra el sobirà i l'aristocràcia terratinent basat en la indicació d'Al-Tabari segons la qual Khurrazad va confiscar les dones esclaves, els cavalls de raça, els objectes valuosos i altres de les persones relacionades amb la cort; però el context social de la revolta, si va existir, no és esmentat a les fonts àrabs.
Al-Biruni esmenta 22 membres de la dinastia que teòricament es van succeir un a l'altre de pare a fill, fins a un total de 690 anys (una mitjana de 31 anys per cada regnat). Els noms que dona en el text àrab, i el seu equivalent en persa antic (si és conegut), són els següents:
1) ʾfrḡ, Āfrīḡ.
2) bḡrh, Baḡra.
3) sḵḵsk, Saḵassak.
4) ʾskǰmwk [I], Askaǰamūk.
5) ʾzkʾǰwʾr [I], Azkāǰavār.
6) sḵr [I], Saḵr.
7) sʾwšš, Sāvoš.
8) ḵʾmkry/ḵʾnkry, Ḵāmgrī.
9) bwzkʾr, Būzkār.
10) ʾrṯmwḵ, Arṯamūḵ.
11) sḵr [II].
12) sbry, Sabrī.
13) ʾzkʾǰwʾr [II].
14) ʾskǰmwk [II].
15) šʾwšfr, Šāvošfar[n].
16) trksbʾṯh, Torkasbāṯa.
17) ʿAbdallāh.
18) Manṣūr.
19) ʿErāq.
20) Moḥammad.
21) Aḥmad.
22) Abū ʿAbdallāh Moḥammad
Aquest darrer fou mort el 995. Com que les transcripcions dels primers setze noms deriven de manuscrits relativament recents (segle xvii i segle xix) hi podria haver força errors de còpia. De fet quasi cap dels nom de la llista d'al-Biruni té el seu corresponent en les monedes, i alguna moneda mostra un nom (Còsroes) que no pot estar de cap manera a la llista de l'historiador.
Segons al-Biruni Afrigh va construir una gran fortalesa de nom Fil o Fir a la vora de la capital Khat o Kath, que fou minada pels canvis del curs del riu Oxus que finalment se la va emportar al segle x. Biruni encara en va veure les restes. La informació històrica és de fet només de l'època musulmana. El 712 el governador de Khurasan Kutayba ibn Muslim al-Bahili va intervenir a Coràsmia; van caler dos expedicions per dominar el país. El xa de Coràsmia Khurrazad fou derrotat i Askadjamuk (el seu germà), fou mort per Kutayba i va pujar un nou sobirà; el país va haver de pagar tribut i enviar tropes auxiliars. Al-Biruni diu que Kutayba va fer matar tots els que coneixien l'antiga escriptura coràsmia i les antigues tradicions històriques, el que segurament és una exageració. El tribut va caure aviat en desús. Els xas afríghides es van convertir a l'islam probablement sota el califa Al-Mamun. Abans del 750 apareix Abd al-Malik ben Harthama i del que no se'n sap res. El 751 fonts xineses deixen constància d'una ambaixada del xa (shah) Shawushfar(n). Sembla que la llengua i la cultura del país va aguantar uns quants segles.
El zoroastrisme hi va existir fins al segle xi, però en clara disminució. La religió cristiana s'hi va desenvolupar (cristians melquites grecs) per les relacions amb els romans d'Orient i Al-Biruni diu que hi havia un metropolità melquita a Merv. També hi havia un cert nombre de jacobites o monofisites. Notitia Episcopatum del segle viii diu que el bisbe melquita de Khwalis (Coràsmia) depenia del bisbe de Doros a Crimea. L'islam s'hi va introduir al segle viii i va esdevenir religió majoritària al segle ix; foren musulmans sunnites, i per manifestar la seva ortodòxia van agafar l'hàbit de maleir Ali després de l'oració. I va arrelar el mutazilisme que hi va romandre encara un segle quan ja havia desaparegut de la resta del món musulmà. Molts dervixos i altres zeladors de la religió que operaven a les estepes, van sortir d'aquesta regió.
Administrativament al segle x s'havia produït una divisió entre els governadors locals de Gurjandj i els xas (shahs) afríghides que governaven a Kath, divisió que no se sap quan té origen però podia ser al segle viii. La prosperitat de Gurgandj derivada de ser via del comerç del sud de Rússia i Europa, va portar a l'ascens de la dinastia mamúnida. Kath també era prospera com a mercat dels turcs del Turquestan, la Transoxiana i el país dels khàzars però va haver de ser abandonada per un dels freqüents canvis de curs del riu Amudarià i reconstruïda més a l'est.
El 921 el xa de Coràsmia (no es coneix el nom) es va unir a la rebel·lió del amir samànida Layli ben Numan, el que indicaria que Coràsmia ja estava sotmesa als samànides. El 944 Ibn al-Athir esmenta a Abdallah ben Ashkam (que no figura a la llista d'al-Biruní) que es va revoltar contra el seu sobirà el samànida Nuh I ben Nasr. Ibn Fadlan va visitar el país sota el regnat del xa Muhammad ibn Iraq (Eraq) i va rebre del sobirà el títol d'al-amir al-Adjayl i sembla que l'autoritat samànida era molt llunyana. Es conserven monedes d'Ahmad ben Muhammad datades del 959/960 i el 976/977. Cap aquest temps els xas van poder estendre la seva autoritat cap al desert de Kara Kum i per la part del nord de Khurasan
La dinastia fou enderrocada pels mamúnides de Gurgandj. El 995 el sobirà de Gurgandj va atacar Kath i va matar el darrer xa de la dinastia afríguida, Abu Abd Allah Muhammad, agafant llavors el títol de xas de Coràsmia.